# Woodford (Londres)
Pour les articles homonymes, voir Woodford (homonymie).
Woodford est une zone anglaise située au nord-est de Londres, dans le borough londonien de Redbridge.